# I tre volti del terrore
Pour plus de détails, voir Fiche technique et Distribution.
I tre volti del terrore est un film d'épouvante italien à trois sketches réalisé par Sergio Stivaletti et sorti en 2004. I tre volti del terrore se présente comme un hommage au film Les Trois Visages de la peur (I tre volti della paura, 1963) de Mario Bava, un film qu'on aperçoit dans une télévision dans l'une des scènes de film. Le film est également inspiré du film Le Train des épouvantes (1965) de Freddie Francis.
Le film se compose de trois parties précédées et suivies d'un récit-cadre d'un illusionniste dans un train. Au fil de l'intrigue figurent les apparitions du compositeur Claudio Simonetti (se relaxant au bord de la piscine) et du réalisateur Lamberto Bava (réalisant un film intitulé Demons 7).

## Synopsis
Prologue
Sandra, Marco et Carlo, voyagent dans le compartiment des places assises d'un train. Soudain, un quatrième homme apparaît et se présente comme un illusionniste du nom de Peter Price, montrant aux compagnons sa boule de cristal qui lui permet de sonder les âmes. Il leur fait voir grâce à la boule trois histoires dans lesquels l'un d'entre eux a à chaque fois la vedette.
Anello della luna
Marco et Fabio sont des chercheurs d'antiquités. Un jour, ils trouvent un tombeau de légionnaires romains avec d'étranges peintures sur les murs. Et Marco, en cachette de son collègue, retire une étrange bague à tête de loup du doigt d'un squelette. Puis, lors d'une pleine lune, il se transforme en loup-garou et commence à attaquer les gens.
Dr. Lifting
Lamberto Bava tourne son prochain film. La vue de l'actrice Barbara commence à se détériorer, alors son amie Sandra l'emmène chez le Dr Fisher. On demande à la jeune fille de réfléchir avant l'opération, puis elle attend quelques heures et va se promener dans la clinique. Ce que Barbara y voit ne l'inspire pas.
Guardiano del lago
Carlo et ses amis sont en route pour se délasser au bord d'un lac. Soudain, un homme les aborde et les informe que des personnes disparaissent parfois à cet endroit. Le soir venu, Carlo décide de partir, tandis que sa petite amie et son ami décident de faire l'amour. C'est alors qu'un monstre rampe hors de l'eau et les attaque.
Épilogue
Dans le train, tous les passagers du compartiment sont scandalisés par ce qu'ils voient dans la boule de cristal, puis le professeur leur fait voir que les histoires continuent.

## Fiche technique
- Titre original : I tre volti del terrore[3]
- Réalisation : Sergio Stivaletti
- Scénario :	Sergio Stivaletti, Antonio Tentori
- Photographie :	Fabrizio Bracci
- Montage : Maria Cristina Marra, Letizia Caudullo
- Musique : Maurizio Abeni
- Effets spéciaux : Apocalypse, Sergio Stivaletti, David Bracci, Fabrizio Lazzeretti Fabrizio Capponi, Francesca Romana Di Nunzio, Barbara Morosetti
- Décors : Sara Catanzaro
- Costumes : Maria Fassari, Elena Minesso
- Maquillage : Raffaella Ragazzi, Carlo Diamantini
- Production : Sergio Stivaletti, Lorenzo Von Lorch, Benedetta Di Claudio
- Sociétés de production : Apocalypse S.a.s., Passworld S.r.l.
- Pays de production :  Italie
- Langue originale : italien
- Format : Couleurs - 1,85:1
- Durée : 90 minutes
- Genre : Film d'épouvante à sketches
- Dates de sortie :
  - Italie : 20 août 2004
  - Belgique : 15 mars 2005 (Festival international du film fantastique de Bruxelles)

## Distribution
- John Phillip Law : Professeur Peter Price
- Elisabetta Rocchetti : Barbara
- Riccardo Serventi Longhi : Marco
- Emiliano Reggente : Carlo
- Ambre Even : Sandra
- Andrea Bruschi : Fabio
- Roberta Terregna : Anna
- Simone Taddei : Alex
- Shanti Firenze : femme de la piscine
- Claudio Simonetti : homme de la piscine
- Lamberto Bava : lui-même
- Michelangelo Stivaletti : enfant dessinant
- Sergio Stivaletti : lui-même